# Karvounári
Karvounári är en ort i Grekland.   Den ligger i prefekturen Thesprotia och regionen Epirus, i den västra delen av landet, 300 km nordväst om huvudstaden Aten. Karvounári ligger 172 meter över havet och antalet invånare är 454.
Terrängen runt Karvounári är kuperad åt sydväst, men åt nordost är den bergig. Runt Karvounári är det ganska glesbefolkat, med 28 invånare per kvadratkilometer. Närmaste större samhälle är Paramythiá, 9,1 km norr om Karvounári. Trakten runt Karvounári består till största delen av jordbruksmark.